# Underclassmen
Underclassmen (kurz UCM) ist eine englischsprachige Rapformation aus Basel.  Sie besteht aus den aus Boston stammenden Rappern Trig und Kaotic Concrete, dem Produzenten Phil Pro sowie den beiden DJs A.L.K. und Tray.

## Biografie
Die erste Vinyl-Single Weak Ideas erschien 1999. Dies löste nicht nur in der Schweiz, sondern auch in Deutschland und den USA Reaktionen aus. So ergab sich die DJ Next, der ebenfalls aus Boston stammt. So ist Underclassmen auf dessen Produzenten-CD der ironischerweise in Boston beheimatet ist. Auf dessen Produzentenalbum Back to the Grill, again ist die Gruppe mit dem Titel My Hip-Hop vertreten, bei welchem auch der schwedische Rapper Promoe zu hören ist. Dank diesen Werken erarbeitet sich die Crew international einen Namen. Der Hip-Hop-Vertrieb Landspeed Records aus Boston ist so für die weltweite Verbreitung der Maxi 365 Live verantwortlich. 2004 nahm Underclassmen zusammen mit der Rapgruppe K-otix sowie dem Rapper Donte of Mood den von Phil Pro produzierten Song Make Way auf, der auf K-otixs Album Ethos erschien und weltweit von Groove Attack vertrieben wurde. Im selben Jahr folgte Kaotic Concretes Maxi Time to Build, welche wieder durch Traffic Entertainment vertrieben wurde. In der Zwischenzeit ereigneten sich auch einige Zusammenarbeiten und Veröffentlichungen mit Schweizer Künstlern. Durch die Single Time to Build entstand Kontakt zum südkoreanischen Produzenten Loptimist, mit dem mehrere Songs aufgenommen wurden.
Durch die jahrelange Bühnenpräsenz auf Schweizer Konzerten war Underclassmen häufig als Tour-Support für amerikanische Künstler wie Inspectah Deck, Defari oder Lords of the Underground tätig. Zudem trat die Gruppe auch häufig im Ausland auf. Daneben trat die Crew im deutschsprachigen Raum als Vorband von Blumentopf, Eimsbush oder MC Rene auf.
Am 9. Februar 2007 erfolgte das Release des Debütalbums UnderClassic über das Schweizer Label Muve Recordings. Außerhalb der Schweiz wird das Album erneut von diversen Firmen weltweit vertrieben. Auf dem 24 Lieder beinhaltenden Album befinden sich unter anderem Gastbeiträge von US-Rappern wie R.A. The Rugged Man oder Wordsworth. Zum Album wurde ein Video zum Track No Good veröffentlicht.

## Diskografie
- 1999: Weak Ideas (Maxi)
- 2001: 365 Live (Maxi)
- 2004: Time To Build (Kaotic Concrete-Maxi)
- 2007: UnderClassic